# Timon de Phlionte
Pour les articles homonymes, voir Timon.
Timon de Phlionte (vers 325 av. J.-C. - 235 av. J.-C.) était un philosophe sceptique héritier de la pensée de Pyrrhon, considéré comme le théoricien de ce dernier, organisant l'école sceptique là où son maître n'avait fait que donner l'exemple par sa manière de vivre. Il eut Aratos de Soles pour disciple.

## Biographie
Fils du citoyen de Phlionte Timarque, il est né vers 325 av. J.-C. Il est d'abord danseur, avant de partir pour Mégare, où il devient le disciple de Stilpon de Mégare ; puis il revient dans sa patrie, se marie, et déménage à Élis pour y suivre les cours de Pyrrhon. Il enseigne en Chalcédoine, y fait fortune et revient s'établir à Athènes, où il meurt en -235.
Il évoque le musée d'Alexandrie mais pas la bibliothèque dans ses vers, tout comme le poète Hérondas. Installé à Pella en Macédoine, il s'offusque des tendances intellectuelles "modernes" des stoïciens et épicuriens et critique les recherches émergeant à Alexandrie sous l'impulsion de poètes comme Philitias de Cos et des savants du musée.
Il ne faut pas le confondre avec Timon d'Athènes, surnommé le « Misanthrope », mis en scène par Lucien, auquel Plutarque fait allusion dans sa Vie d'Alcibiade, et qui a inspiré la pièce de Shakespeare Timon d'Athènes. C'est lui que Victor Hugo appelle « Timon androphobe » dans l'Âne.

## Œuvres attribuées à Timon de Phlionte
Selon Antigone de Caryste cité par Diogène Laërce, Timon composa plusieurs écrits :
- des poèmes épiques
- 60 tragédies
- 30 pièces comiques
- des pièces satyriques
- des livres en prose formant 20 000 lignes
- Banquet funèbre d'Arcésilas (voir Arcésilas de Pitane)
- Les Iambes, des manuscrits ont déformé en « poèmes pornographiques »
- Les Images
- Les Silles, en 3 livres (Les railleries ou parodies satyriques)

### Fragments
- Massimo Di Marco, Timone di Fliunte. Silli, Rome, Edizioni dell'Ateneo, 1989.
- Diogène Laërce, Vies, doctrines et sentences des philosophes illustres [détail des éditions] (lire en ligne), Livre IX.
- Victor Brochard, Les Sceptiques grecs, 1887, livre I,  chapitre IV, sur Wikisource.

### Études
- Long et Sedley, Les Philosophes hellénistiques, t. I.